# Alberto Festa
Alberto Augusto Antunes Festa (født 21. juli 1939 i Santo Tirso, Portugal, død 2. januar 2024) var en portugisisk fodboldspiller (forsvarer).
Festa spillede på klubplan henholdsvis hos FC Tirsense og hos FC Porto. Han spillede i alt 114 ligakampe for Porto, og var med til at vinde den portugisiske pokaltitel i 1968.
Festa spillede 19 kampe for Portugals landshold mellem 1963 og 1966. Han var en del af det portugisiske hold, der vandt bronze ved VM i 1966 i England. Han var på banen i tre af portugisernes kampe i turneringen, heriblandt bronzekampen mod Sovjetunionen.